# گجین (بستان‌آباد)
گجین یکی از روستاهای استان آذربایجان شرقی است که در دهستان عباس شرقی بخش تیکمه‌داش شهرستان بستان‌آباد واقع شده‌است.این روستا ۱۹ نفر جمعیت دارد.